# Gmina Zakrzew (Powiat Radomski)
Die Gmina Zakrzew ist eine Landgemeinde im Powiat Radomski der Woiwodschaft Masowien in Polen. Ihr Sitz ist das gleichnamige Dorf.

## Gliederung
Zur Landgemeinde Zakrzew gehören folgende Ortschaften mit einem Schulzenamt:
Bielicha
Cerekiew
Dąbrówka Nagórna
Dąbrówka Podłężna
Golędzin
Gulin
Gulinek
Gustawów
Gózdek
Janiszew
Jaszkowice (Jaszowice)
Kozia Wola
Kozinki
Legęzów
Milejowice
Mleczków
Natalin
Nieczatów
Podlesie Mleczkowskie
Taczowskie Pieńki
Taczów
Wacyn
Wola Taczowska
Zakrzew
Zakrzew-Kolonia
Zakrzew-Las
Zakrzewska Wola
Zatopolice
Zdziechów
Weitere Orte der Gemeinde sind Jaszowice-Kolonia, Kolonia Piaski, Las Janiszewski, Marianowice und Milejowice-Kolonia.